# Karsten Meyer
Max Adolf Karsten Meyer (Hanôver, 21 de novembro de 1959) é um velejador alemão, medalhista olímpico. Ele competiu nos Jogos Olímpicos de Verão de 1972 na classe Star e conquistou a medalha de bronze, tendo totalizado 44 pontos nas sete regatas disputadas, ao lado de Wilhelm Kuhweide. Depois de 1972, Kuhweide e Meyer mudaram para a classe de barcos Soling e em 1976 tornaram-se campeões alemães em Soling junto com Axel May.